# Цецилия Метела Далматика
Цецилия Метела (на латински: Caecilia Metella Dalmatica) е римска аристократка.

## Биография
Произлиза от род Цецилии, клон Цецилии Метели. Дъщеря е на Луций Цецилий Метел Далматик – понтифекс максимус през 115 г. пр.н.е.
Първият брак на Далматика е с Марк Емилий Скавър, застаряващ политик във връхната точка на своята кариера. Аристократът Скавър е Принцепс (на латински: princeps senatus, председател на Сената) и традиционен съюзник на семейството ѝ. Далматика ражда от него две деца – Марк Емилий Скавър (претор 56 пр.н.е.) и Емилия Скавра, втора жена на Гней Помпей.
След смъртта на Скавър, Далматика се жени за Луций Корнелий Сула. През 86 г. пр.н.е. Гай Марий е избран за седми път за консул и обявява политическите си врагове извън закона, заповядва извършване конфискация на имущество и няколко политически гонения. Сула, който по това време е на изток и води война срещу Митридат VI, е в началото на списъка с враговете на Марий. Далматика е принудена да напусне Рим и се среща със Сула в Гърция. Там тя ражда близнаците Фауст Корнелий Сула и сестра му Корнелия Фауста (жена на Тит Аний Мило, претор през 54 г. пр.н.е.). През 81 г. пр.н.е. през кратката гражданска война с последните поддръжници на Марий, Сула навлиза в Рим и е назначен за диктатор. Отново Далматика следва съпруга си и става „първа дама“ на Рим.
Цецилия Метела Далматика умира около 80 г. пр.н.е. Пренебрегвайки „анти – луксозните“ закони, които сам е приел, Сула организира грандиозно погребение в нейна чест.